# اچ‌ام‌اس آکاستا (۱۷۹۷)
اچ‌ام‌اس آکاستا (۱۷۹۷) (به انگلیسی: HMS Acasta (1797)) یک کشتی بود که طول آن ۱۵۴ فوت (۴۶٫۹ متر) بود. این کشتی در سال ۱۷۹۷ ساخته شد.